# Marcgravia caudata
Marcgravia caudata är en tvåhjärtbladig växtart som beskrevs av José Jéronimo Triana och Planch. Marcgravia caudata ingår i släktet Marcgravia och familjen Marcgraviaceae. Inga underarter finns listade i Catalogue of Life.